# Sonne
„Sonne” (în germană „Soare”) este o melodie a trupei germane Neue Deutsche Härte Rammstein. A fost lansat în februarie 2001, ca primul single de pe albumul lor Mutter. Potrivit lui Till Lindemann, piesa a fost scrisă inițial ca o melodie de intrare pentru boxerul Vitali Klitschko, al cărui nume de familie era și titlul de lucru al melodiei.
Videoclipul pentru single-ul „Deutschland” al trupei din 2019 prezintă o versiune bazată pe pian a „Sonne” în creditele de final.
| "Sonne"                                                                 | "Sonne"                                                                                                   |                      |
| ----------------------------------------------------------------------- | --- | -------------------- |
|                                                                         | |                      |
| Single de Rammstein                                                     | |                      |
| din albumul Mutter                                                      | |                      |
| B-side                                                                  | - "Adios" - Remixes                                                                                       |                      |
| lansat                                                                  | 12 February 2001                                                                                          |                      |
| Înregistrat                                                             | May and June 2000                                                                                         |                      |
| Studio                                                                  | Miraval (Correns, France)                                                                                 |                      |
| gen                                                                     | - Neue Deutsche Härte - industrial metal                                                                  |                      |
| Lungime                                                                 | 4:32 |                      |
| Label                                                                   | Motor |                      |
| Scriitori                                                               | - Richard Kruspe - Paul Landers - Till Lindemann - Christian Lorenz - Oliver Riedel - Christoph Schneider |                      |
| Producători                                                             | - Jacob Hellner - Rammstein                                                                               |                      |
| Rammstein single uri                                                    | |                      |
| \| "Asche zu Asche" (2001) \| "Sonne" (2001) \| "Links 2 3 4" (2001) \| | |                      |
| "Asche zu Asche" (2001)                                                 | "Sonne" (2001)                                                                                            | "Links 2 3 4" (2001) |